# نوا بانا
نوا بانا (به اسلواکیایی: Nová Baňa) (به آلمانی: Königsberg) (به مجاری: Újbánya) یک شهرک در اسلواکی، ناحیه ژارنویتسا با جمعیت ۷٬۳۳۴ نفر است.